# Frankenberg (Brennberg)
Frankenberg ist Gemeindeteil und eine Gemarkung der Gemeinde Brennberg im Landkreis Regensburg (Oberpfalz, Bayern).

## Lage
Das Dorf liegt im Falkensteiner Vorwald zwei Kilometer nördlich der Ortsmitte von Brennberg am Steinbuckl (638 m) und der Staatsstraße 2153.

## Geschichte
Seit wann das Gebiet des heutigen Ortes besiedelt ist, ist unklar. Eine urkundliche Erwähnung des Ortes „Frenckhenperg“ lässt sich auf das Jahr 1569 datieren. Es kann aber davon ausgegangen werden, dass der Ort bereits weitaus früher besiedelt war. Der Ortsname lässt Rückschlüsse auf Berg und Siedlung eines Frank oder Franken zu. Auf dem Steinbuckl finden sich noch heute zwei in Sein gehauene Opferschalen, welche aber bereits auf eine Besiedelung in keltischer Zeit schließen lassen.
Frankenberg gehörte hinsichtlich seiner Pfarrzugehörigkeit seit jeher zu Brennberg, welches ursprünglich eine Filiale der Pfarrei Wörth darstellte. Im Jahr 1411 entstand die Pfarrei Brennberg, welche sich ebenfalls über Frankenberg erstreckte. Eine eigene Kirche gibt es in Frankenberg nicht, dafür aber viele Marterl, Bildstöcke, Wegkreuze und Kapellen.
In einem Stifts- und Salbuch aus dem Jahr 1569 wird Frankenberg erwähnt und der Herrschaft Brennberg zugeordnet. Die mit dem bayerischen Gemeindeedikt 1818 gegründete Landgemeinde Frankenberg wurde 1880 aus dem Bezirksamt Roding in das Bezirksamt Regensburg, den späteren Landkreis Regensburg umgegliedert. Sie hatte 1961 eine Fläche von 876,24 Hektar und bestand aus den 16 Orten Frankenberg, Dosmühle, Engelsberg, Hamberg, Hintergrub, Hohenrad, Kerm, Neustadl, Obereppenberg, Pfaffenthann, Pielhof, Schwaig, Stadl, Untereppenberg, Wernetsgrub und Zinthof. Die Gemeinde wurde aufgelöst schloss sich noch vor der Gebietsreform am 1. Januar 1971 freiwillig der Gemeinde Brennberg an.
Im Jahr 1900 wurde im Ort die Freiwillige Feuerwehr gegründet. Diese existiert bis heute und stellt den einzigen Ortsverein dar. In den 1970er Jahren wurde im Zuge des Zivilschutzes ein großes Feuerwehrhaus mit drei Fahrzeugstellplätzen und Schulungsraum in der Ortsmitte errichtet.
Im Jahr 2010 erhielt Frankenberg eine neue Dorfstraße, einen Kanalanschluss sowie einen gepflasterten Dorfplatz.

## Persönlichkeiten
- Johannes Jobst SAC (1920–2014), Pallottiner und römisch-katholischer Bischof von Broome, Australien (Ernennung zum Ehrenbürger 1960)

## Baudenkmäler
Am Ortseingang befindet sich eine kleine Dorfkapelle, welche der Gottesmutter Maria geweiht ist. Diese wurde 1932 bereits zum dritten Mal von den Frankenberger Bürgern errichtet und stellte vor allem während des Zweiten Weltkrieges eine wichtige Gebetsstätte für diese dar. In der Kapelle befinden sich zwei Gedenktafeln für die Gefallenen und Vermissten der beiden Weltkriege aus der ehemaligen Gemeinde Frankenberg.